# 星座を扱った事物
星座を扱った事物（せいざをあつかったじぶつ）は、星座やアステリズムを扱った小説や音楽などの作品をはじめ、それに由来する事物全般である。

## 全般
- 聖闘士星矢
- 狩人の星座
- 宇宙戦隊キュウレンジャー
- スター☆トゥインクルプリキュア

## オリオン座
オリオン座
- ロッキード L-1011 トライスター（旅客機） - 3基のエンジンはオリオン座の「三ツ星」とされる
- 2度の世界大戦の間に結成された、アメリカ陸軍第27歩兵師団に用いられた肩の記章はオリオン座をモチーフにしている。これは初期の師団長ジョン・F・オライアン将軍 (John F. O'Ryan) に由来するとされる（OrionとO'Ryanをかけたもの）。
- 「オリオン座」を冠する映画館は各地に存在した。2011年には最後まで残った静岡オリオン座が閉館している。

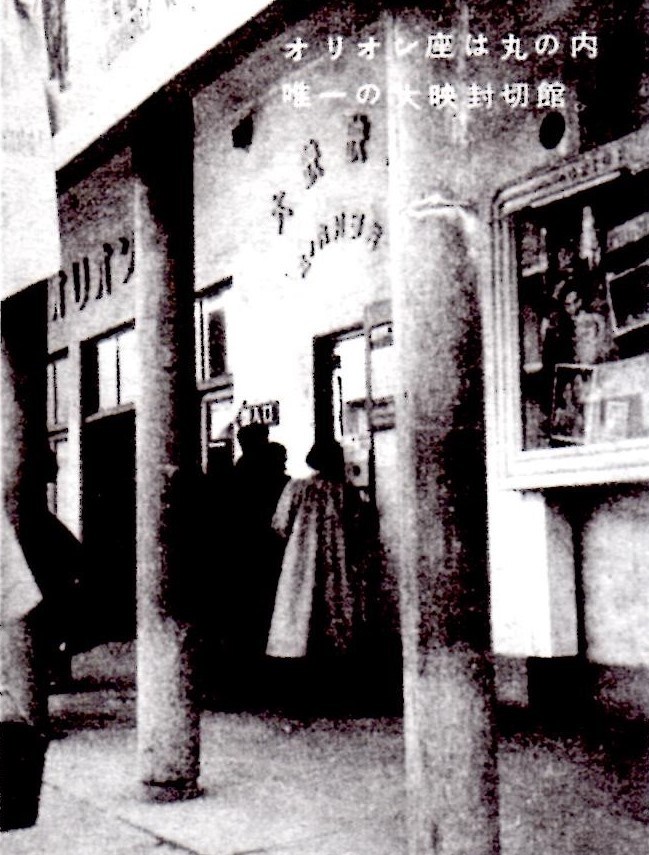
かつて東京・有楽町にあった丸ノ内オリオン座。大映の作品を主に上映していた。（1954年撮影）

| 都道府県名 | 館名             | 所在地         | 備考                                                                      |
| ---------- | ---------------- | -------------- | ------------------------------------------------------------------------- |
| 北海道     | オリオン座       | 札幌市         |                                                                           |
| 北海道     | オリオン座       | 千歳市         | 1953年開館。1968年閉館。                                                  |
| 北海道     | オリオン座       | 古平郡古平町   |                                                                           |
| 青森県     | 弘前オリオン座   | 弘前市         | 1956年開館。1975年移転。1995年閉館。                                      |
| 群馬県     | 前橋オリオン座   | 前橋市         | 1947年開館。2003年閉館。                                                  |
| 群馬県     | 高崎オリオン座   | 高崎市         | 1943年開館。 2003年閉館。                                                 |
| 群馬県     | 桐生オリオン座   | 桐生市         | 2003年閉館。                                                              |
| 栃木県     | オリオン座       | 宇都宮市       | 1981年開館。 1994年「宇都宮テアトル2」に改称するも2008年閉館。            |
| 茨城県     | オリオン座       | 神栖市         |                                                                           |
| 千葉県     | 庁南オリオン座   | 長生郡庁南町   |                                                                           |
| 東京都     | 丸ノ内オリオン座 | 千代田区有楽町 |                                                                           |
| 東京都     | 蒲田オリオン座   | 大田区         |                                                                           |
| 神奈川県   | オリオン座       | 横浜市中区     |                                                                           |
| 神奈川県   | 小田原オリオン座 | 小田原市       | 1946年開館。2003年閉館。                                                  |
| 静岡県     | 静岡オリオン座   | 静岡市         | 1951年開館。2011年閉館。                                                  |
| 岐阜県     | オリオン座       | 恵那市         | 1951年開館。1967年頃閉館。                                                |
| 愛知県     | オリオン座       | 名古屋市昭和区 |                                                                           |
| 愛知県     | 知立オリオン     | 知立市         | 1952年開館。1961年閉館。                                                  |
| 大阪府     | オリオン座       | 大阪市南区     |                                                                           |
| 大阪府     | 新オリオン座     | 大阪市南区     |                                                                           |
| 兵庫県     | オリオン座       | 尼崎市         |                                                                           |
| 兵庫県     | 洲本オリオン     | 洲本市         | 1951年開館。 2013年一旦閉館したものの、建物は残存しながら貸館興行を継続。 |
| 和歌山県   | オリオン座       | 海南市         |                                                                           |
| 広島県     | オリオン座       | 呉市           |                                                                           |
| 広島県     | オリオン座       | 府中市         |                                                                           |
| 高知県     | 須崎オリオン座   | 須崎市         |                                                                           |
| 熊本県     | 熊本オリオン座   | 熊本市         | 後に「熊本東宝プラザ2」に改称するも2003年閉館。                           |

## カシオペヤ座
カシオペヤ座
- カシオペア (列車)[7]
- カシオペア (バンド)
- 『秘密戦隊ゴレンジャー』 - 主要キャラクターの頭文字がカシオペア。これが最後の敵の弱点を表すアナグラムとなっている。

## とかげ座
とかげ座
- グレッグ・イーガンによるSF小説『ディアスポラ』では、とかげ座にある地球から100光年離れた中性子星連星の衝突により巨大ガンマ線バーストが発生し、地球のほとんどの生命が死に絶えた、という設定に使われた。

## はくちょう座
はくちょう座
- 銀河鉄道の夜（宮沢賢治の童話）[8]

## みなみじゅうじ座
みなみじゅうじ座
- 英語サザンクロス（Southern Cross）に関する用語や名称 - サザンクロス参照。
- 南十字星 (1941年の映画) - 1941年公開の映画。
- 南十字星 (映画) - 1982年公開の映画。
- 南十字星 (西城秀樹の曲) - 西城秀樹のシングル曲。1982年同名映画の主題歌。
- ミュージカル南十字星 - 劇団四季のミュージカル作品。
- 銀河鉄道の夜（宮沢賢治の童話） - 北十字からはじまり天の川を行く銀河鉄道の旅の終わりに登場。
- 金田一少年の事件簿（怪盗紳士の殺人） - この星座が見える島が重要なポイントとなる。
- 蒼天の拳 - 劇中に登場する拳法「極十字聖拳」の象徴（南十字星）として使用。

## みずがめ座
- アクエリアス：スポーツ飲料

## 北斗七星
北斗七星

### 列車
- 列車名への採用例もあり、日本においては以下の列車が運行されている。
  - 特急「北斗」 - 日本国有鉄道→北海道旅客鉄道（JR北海道）（函館 - 札幌）[9]
    - 上位の愛称として「スーパー北斗」も同区間で運行される。
- このほか、愛称などに用いた例として以下の列車が過去に存在した。
  - 寝台特急「北斗星」（2016年運転終了） - 東日本旅客鉄道（JR東日本）・北海道旅客鉄道（JR北海道）（上野 - 札幌）
  - 急行「天北」（1989年運転終了） - 日本国有鉄道→北海道旅客鉄道（JR北海道）（札幌 - 浜頓別 - 稚内）
    - テールマーク・ヘッドマークの図案に北斗七星が描かれていた。

### ドラマ
- 『天地人 (NHK大河ドラマ) 』NHK大河ドラマ[10][11]

### 漫画・小説・ライトノベル
- 『北斗の拳』武論尊／原哲夫 - 主人公ケンシロウの胸の傷や、劇中で使用される北斗神拳の技の動きなど。
- 『アクセル・ワールド』 - 強化外装「七の神器（セブン・アークス）」を安置した台座の場所が北斗七星に因んだものとなっている。
- 『怪奇ゾーン グラビティフォールズ』 - アメリカ合衆国のテレビアニメ。北斗七星の英語名（ビッグ・ディッパー）に由来する名前を持つディッパー・パインズという人物が登場する。
- 『北斗七星殺人伝説』宗田理 - 殺人事件の謎を解くキーワードが北斗七星の並びになっている。

### ゲーム
- 『デビルサバイバー2』アトラス - ボスとして登場する侵略者・セプテントリオンは全て北斗七星を構成する星の名前と力を持つ。

### 人名
- 北斗星司 - 特撮『ウルトラマンA』に登場する主人公の一人。相棒である南夕子とペアでウルトラマンAに変身する[12]。
- 北斗晶 - 女子プロレスラー。全日本女子プロレス時代に北斗南斗に因んだリングネームに改名し[13]、みなみ鈴香とタッグを組んだ。

## 南斗六星
南斗六星
- 北斗の拳（南斗聖拳） - 劇中で使用される南斗聖拳のうち、南斗六聖拳各派の守護星とされる[注 1]。
- 仮面ライダー電王（ミルクディッパー）- 劇中の主人公、野上良太郎の姉・愛理が経営する喫茶店の名前。
- 南夕子 - 特撮『ウルトラマンA』に登場する主人公の一人。相棒である北斗星司とペアでウルトラマンAに変身する[12]。
- みなみ鈴香 - 女子プロレスラー。全日本女子プロレス時代に北斗南斗に因んだリングネームに改名し、北斗晶とタッグを組んだ。

## 春の大三角
春の大三角
- 『デビルサバイバー2 ブレイクレコード』アトラス - トリアングルム編でボスとして登場する侵略者・トリアングルムは全て春の大三角を構成する星の名前と力を持つ。

## 夏の大三角
夏の大三角
- 君の知らない物語 - 歌詞中に登場。
- 『MAGiCAL PUNCHLiNE』 - 女性アイドルグループ「マジカル・パンチライン」のミニ・アルバムの形態。ベガ盤、アルタイル盤、デネブ盤の3種が存在する[14]。

## 冬の大三角
冬の大三角
- 『MAGiCAL MYSTERY TOUR (マジカル・パンチラインのアルバム)』 - 女性アイドルグループ「マジカル・パンチライン」のミニ・アルバムの形態。シリウス盤、プロキオン盤、ベテルギウス盤の3種が存在する[15]。